# Конструктивізм в архітектурі Києва
Ки́ївський конструктиві́зм — один із напрямків розвитку архітектури Києва у 1920-х — 1930-х роках. У цей період у місті зведено низку промислових, громадських і житлових будинків в авангардному стилі — конструктивізмі.
Хоча в Києві не сформувались конструктивістські ансамблі, такі як Держпром у Харкові, окремі споруди помітно виділялися своїми стилістичними особливостями. Водночас переважна більшість збережених пам'яток спотворені пізнішими реконструкціями, внаслідок яких вони втратили свій первісний вигляд.

## Розвиток конструктивістської архітектури

Нереалізований проєкт київського вокзалу харківських конструктивістів Павла Ротерта і Якова Штейнберга

### Конструктивізм

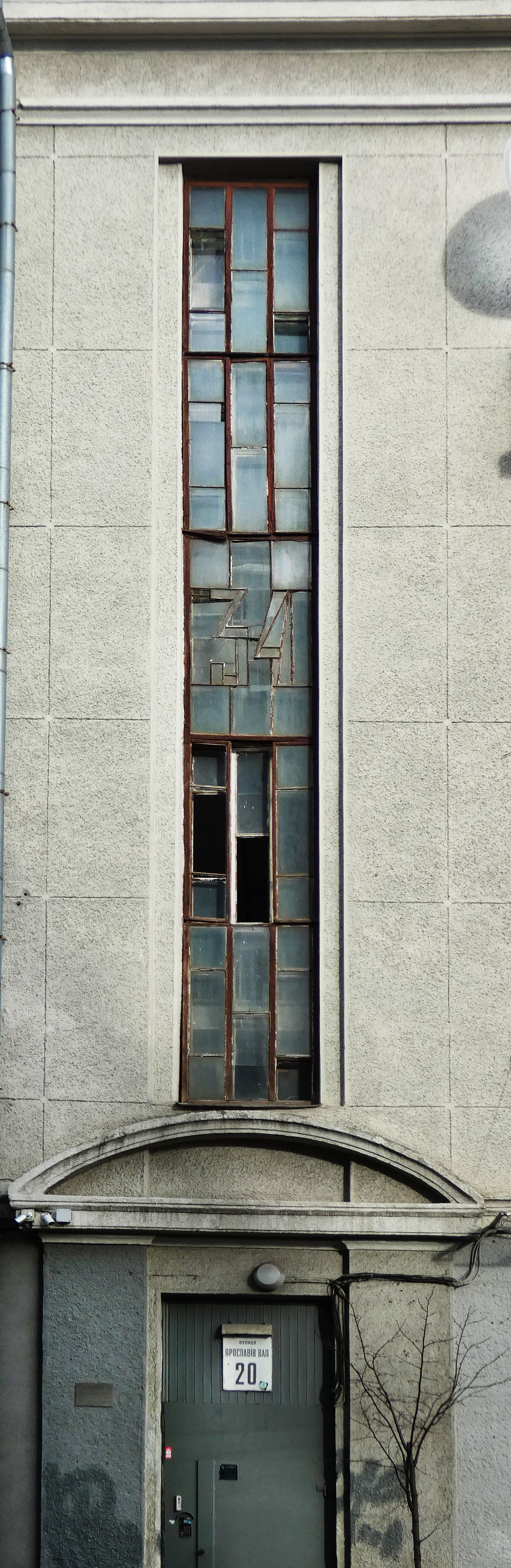
Вертикаль суцільно заскленої сходової клітки у постконструктивістській версії

З остаточним встановленням радянської влади більшовики почали втілювати в життя свої соціально-економічні експерименти. Перевага надавалась відновленню промисловості, зруйнованої революційними подіями і війною у 1917—1921 роках. Водночас приплив у міста робітників спричинив гостру житлову кризу. Націоналізація або муніципалізація приватних будинків не вирішила проблему. Необхідно було негайно розпочати масове житлове будівництво.
До справи залучили архітекторів-конструктивістів, які сповідували ліву ідеологію. У прагненні більшовиків зруйнувати старий світ вони побачили можливість реалізувати свої ідеї. Конструктивісти закликали переосмислити функції будівель і підпорядкувати мистецтво виробництву. Вони також запропонували здешевити будівництво. Цьому сприяв винахід нових будівельних матеріалів, перш за все залізобетону. Архітектори відмовились від зайвого декорування. Пропагували матеріальний аскетизм, простоту й функціональність в архітектурі. Виразність споруд досягали шляхом експериментів і пошуків нових архітектурних способів.
Авангардна архітектура — світове явище. На Заході існували такі новаторські рухи, як «баугауз», інтернаціональний стиль. Мала поширення у Радянському Союзі (зокрема і в Україні), Німеччині, Нідерландах, Франції, США та інших країнах.
Ле Корбюзьє запропонував п'ять принципів авангардного будівництва: опори-стовпи замість стін, вільне планування, вільне оформлення фасаду, подовжені вікна, плоский дах у формі тераси. Ці та інші особливості мають конструктивістські будинки Києва.
Термін «конструктивізм» запропонував один із найрадикальніших ідеологів цього напряму Олексій Ган. У СРСР новаторський архітектурний рух сформували брати Олександр і Віктор Весніни, Мойсей Гінзбург та інші. Вони створили громадську організацію Об'єднання сучасних архітекторів, філії якого діяли в Києві, Одесі та Харкові. У 1927—1932 роках за проєктом Віктора Весніна споруджено комплекс Дніпрогесу в стилістиці конструктивізму.

### Постконструктивізм

Будинок працівників заводу «Транссигнал» у стилі постконструктивізму (1935)

На початку 1930-х років розгорнулась дискусія щодо повороту до «класичного спадку». Підсумки підбила постанова ради будівництва Палацу Рад при президії ЦВК СРСР від 28 лютого 1932 року. Раціоналістична архітектура відмовилась від аскетизму. Увага тепер приділялась не лише функціональній доцільності, а й декоруванню будівель.
Знову повернулись класичні форми: ордер, колони, пілони, арка, карниз, цоколь.
Перехідний етап, стиль якого назвали постконструктивізмом, тривав упродовж 1932—1936 років. Після нього в радянській архітектурі остаточно відмовились від динамічно-авангардного конструктивізму на користь застиглого ретроспективізму імперського неокласицизму, який тоді офіційно називався «соцреалізмом».
Спадщина постконструктивізму більш поширена, ніж спадщина конструктивізму. Найяскравіше цей стиль проявилися в архітектурі відомчих будинків.

### «Заокруглений стиль»
Радянські архітектори запозичували новаторські ідеї західної архітектури. У конструктивістських і постконструктивістських будинках широко використовували елементи стилю «Нової речевості» і «заокругленого стилю» німецького архітектора Еріха Мендельсона. У Києві упродовж 1928—1936 років зведено кілька будинків із заокругленими наріжжям і кутами: «Будинок лікаря» (1928), дитячий садок «Арсеналу» на Інститутській вулиці, 28 (1929—1930), клуб «Металіст» (1931—1934), «Будинок ІТП» (1934—1935), головний корпус Інституту клінічної фізіології (1936), «Будинок комітету резервів» на Ярославому Валу, 20 (1934) тощо.

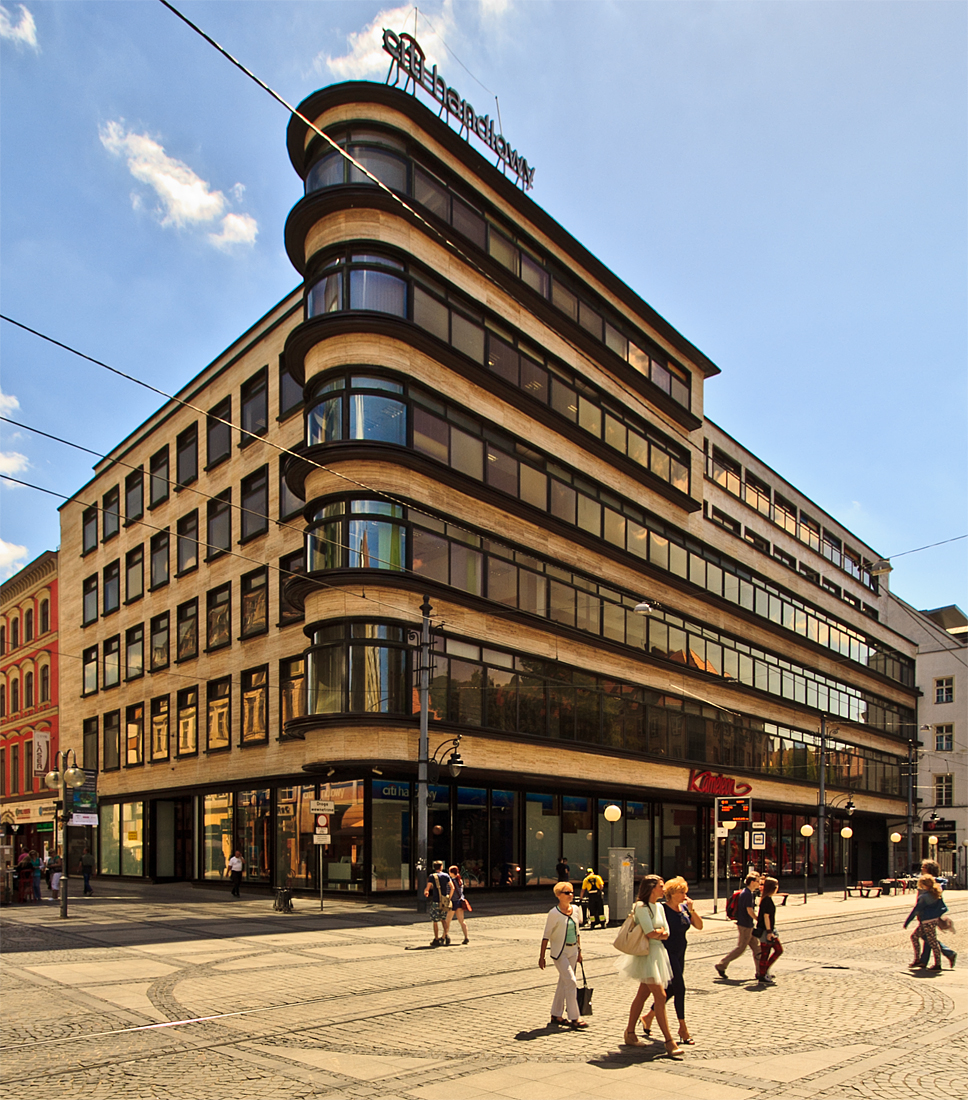
Запозичення новаторських ідей. Універмаг у Вроцлаві[pl] (Еріх Мендельсон)
Головний корпус Інституту клінічної фізіології
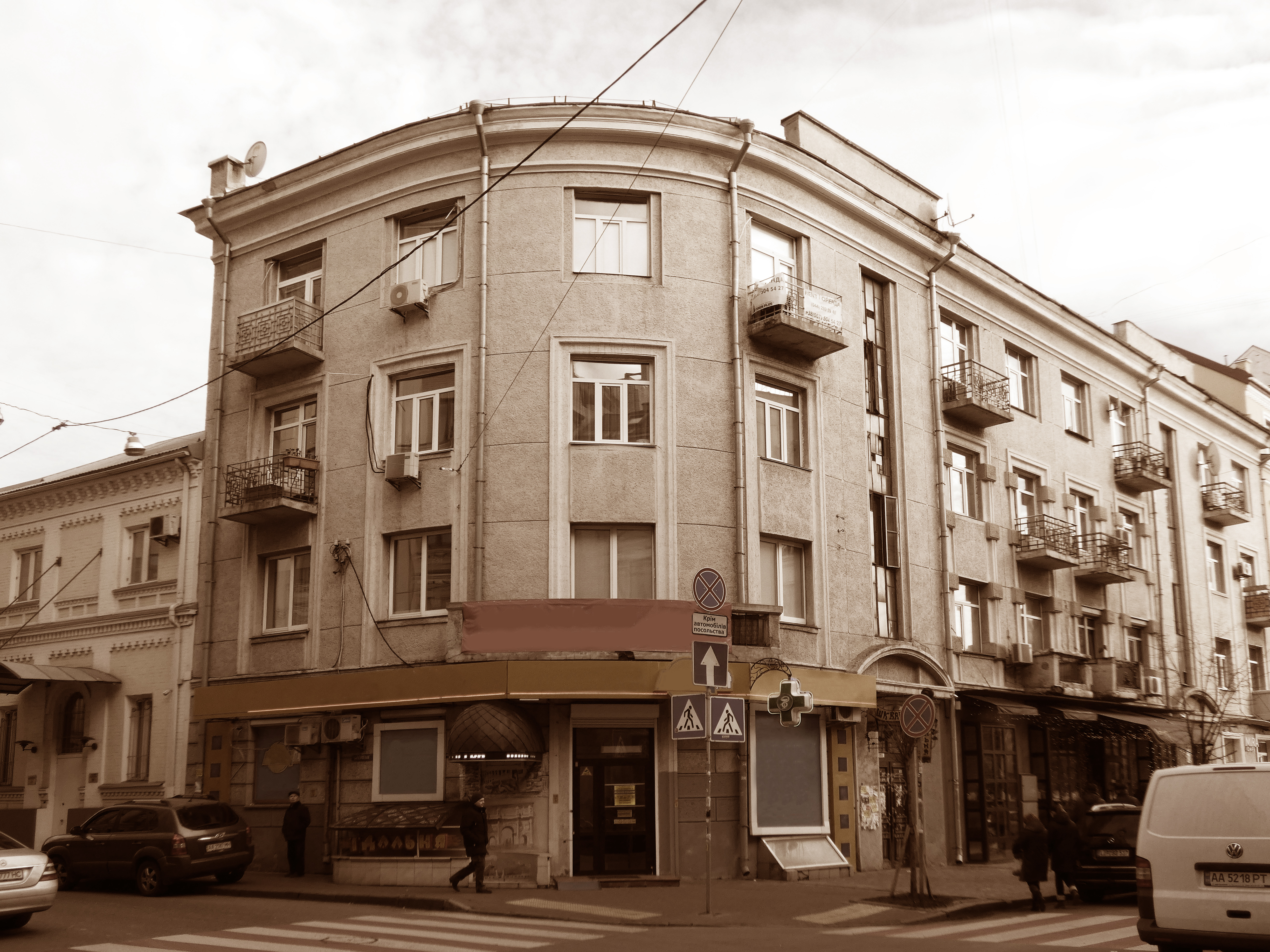
«Будинок комітету резервів» на Ярославому Валу, 20
Будинок співробітників НКВС УРСР

### Відродження конструктивізму
Після Другої світової війни відбулося відродження конструктивізму. Радянські архітектори змогли активно долучитись до вивчення і використання конструктивістського спадку в 1960-х роках під час боротьби з «архітектурними надмірностями».

## Критика стилю

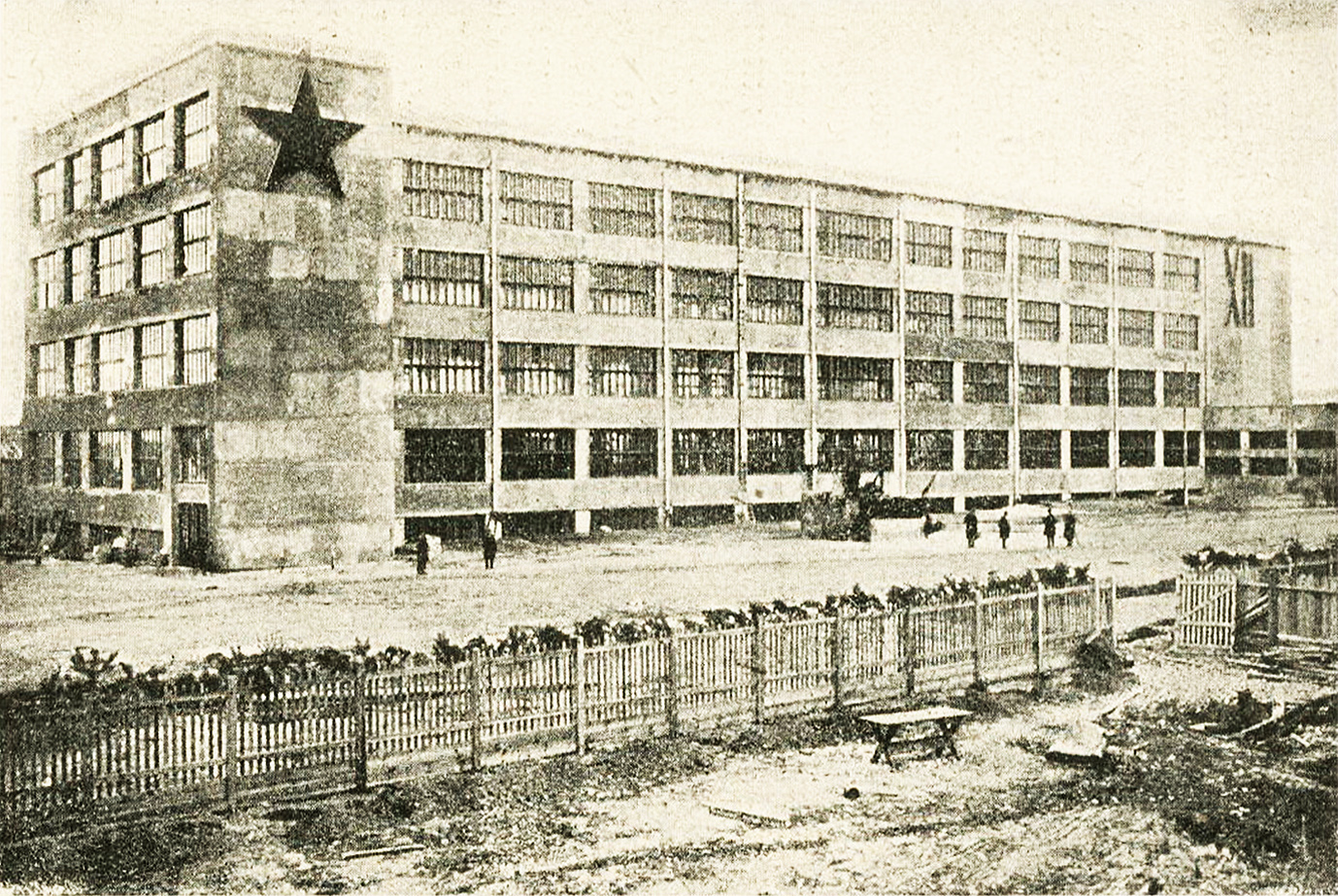
«Коробкова архітектура». «IV взуттярня» на Куренівці

На початку 1930-х років конструктивізм, який до того був офіційним стилем радянської архітектури, піддали гострій критиці, а згодом зовсім оголосили занепадницьким і чужим ідеалам пролетарської держави.
Про тон тодішніх публікацій можна судити з розгорнутої в пресі критики архітектурного стилю кінотеатру «Жовтень»: «Будівля являла собою типовий зразок коробкової архітектури… Будинок… кінотеатру… був чи не найвиразнішим у Києві зразком тієї вбогої, спрощеної архітектури, яку залишив нам в спадщину період конструктивізму. Це була прикра пляма в творчому досвіді київських архітекторів. Фасад будинку… скорше нагадував складське приміщення, ніж кінотеатр».
До нещадних критиків приєднався архітектор Микола Холостенко, який сам працював у цьому стилі. На його думку, кінотеатр «Жовтень», «Будинок установ» на Хрещатику, 5, «Будинок лікаря», КРЕС (1926—1930), IV взуттярня (1929) і житловий будинок шкіряників на Куренівці мають «потворний вигляд», оскільки на них відбилися впливи «архітектури загнилого капіталізму та відголоски радянського конструктивізму».
Водночас, за повідомленнями тогочасних критиків, велика кількість тогочасних будинків відзначалась надзвичайно низькою якістю, незавершеністю через економію коштів і будматеріалів. Як наслідок, споруди втрачали свою цілісну форму.

## Архітектурний авангард Києва
Під впливом конструктивістських ідей працювала ціла низка київських архітекторів старшого покоління (Павло Альошин, Михайло Анічкін, Олександр Вербицький, Валеріян Риков та інші) і нової генерації (О. Благодатний, Михайло Гречина, Сергій Григор'єв, Дмитро Дяченко, Володимир Заболотний, Йосип Каракіс, Георгій Любченко, Ніна Манучарова, Всеволод Обремський, Василь Онащенко, Павло Савич, Олексій Тацій, Микола Холостенко, М. Чорноморенко, Микола Шехонін, Петро Юрченко).
Конструктивізм у Києві не щирий. Дефіцит залізобітону та інших нових матеріалів спонукав архітекторів заміняти їх на звичайну цеглу і потім покривати фасад штукатуркою «під бетон».
Упродовж 1920-х — 1930-х років у Києві з'явилось близько 150 споруд у стилістиці конструктивізму і постконструктивізму.
Конструктивістські будівлі завдяки своїм архітектурно-композиційним особливостям мали значний вплив на формування архітектурного вигляду Києва у XX сторіччі. Архітектурний авангард міста представлений різними об'єктами широкого типологічного ряду, які були вписані в уже сформовану історичну забудову.

### Громадські споруди

#### Залізничний вокзал
Питання про зведення нового вокзалу замість старого, зведеного ще у 1869—1870 роках за проєктом архітектора Івана-Фрідріха Вишневського, постало на межі XIX—ХХ століть. З-поміж перших 1902 року проєкт підготував Олександр Вербицький. Але 1913 року затвердили проєкт Володимира Щука, який так і не реалізували. Перша світова війна і наступні події загальмували будівництво. 1927 року оголошується новий конкурс. Однією з найяскравіших робіт був проєкт вокзалу у конструктивістському стилі харківських конструктивістів Павла Ротерта і Якова Штейнберга. Однак їхню роботу не обрали. Харків'яни звинуватили переможців конкурсу Павла Альошина, Олександра Вербицького, а також Дмитра Дяченка в архаїчності та неекономічності. Після критики призначили другий тур конкурсу. 1928 року Олександр Вербицький підготував одразу три нових варіанти. Його проєкт вокзалу із фасадом у вигляді величезного порталу отримав перше місце.
В архітектурі нової будівлі вокзалу автор поєднав модернізовані традиційні форми українського бароко з елементами конструктивізму.

#### Пожежне депо окркомгоспу

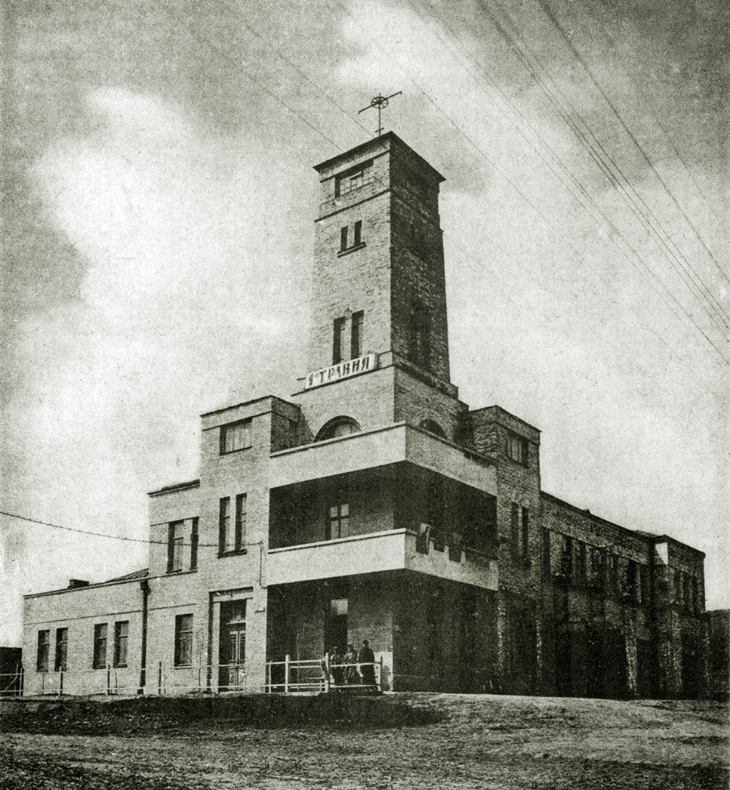
Пожежне депо на Ростиславській вулиці, 11

Пожежне депо окружного комунального господарства на Ростиславській вулиці, 11 — перша споруда в Києві у стилі конструктивізму. Зведена у 1926—1927 роках за проєктом Михайла Анічкіна. До зруйнування у 1988 році каланча була найхарактернішим і найважливішим елементом композиції. Будівля депо — помітний зразок естетичних пошуків в архітектурі України в 1920-х роках.

#### Кінофабрика ВУФКУ

Кінофабрика ВУФКУ, 1929

Більшовицьке керівництво приділяло значну увагу розвиткові кіновиробництва. Фільми, обов'язково цензуровані, мали відігравати надзвичайно важливу роль в ідеологічній роботі радянської держави. Керівник радянського уряду Володимир Ленін вважав за необхідне фінансувати кіновиробництво і просувати через кіно комуністичні ідеї «в маси в місті, а ще понад того в селі».
Одним із найважливіших ідеологічних напрямків була робота в Україні, де щойно придушили визвольний рух. 1925 року, коли опублікували слова Леніна про те, що «з усіх мистецтв найважливішим для нас є кіно», Всеукраїнське фотокіноуправління (ВУФКУ) оголосило конкурс на проєкт кінофабрики в Києві. Перемогла робота Валеріяна Рикова. До розробки цього проєкту залучили також студентів архітектурного факультету Київського художнього інституту, з-поміж яких був і Павло Савич.
1929 року комплекс «українського Голівуду» ввели в експлуатацію. Кінофабрика стала одним із найкращих прикладів конструктивістського стилю в Києві.

#### Кінотеатр «Жовтень»

Кінотеатр «Жовтень» (1931)

У планах більшовицьких ідеологів кінотеатри мали бути не так розважальними закладами, як осередками комуністичної пропаганди. Ленін зауважував: «Якщо ви матимете добру хроніку, серйозні й [політико-]просвітницькі картини, то дарма, що для залучення публіки піде якась там нікчемна стрічка, більш-менш звичайного типу. Ясно, що цензура все-таки потрібна. Стрічки контрреволюційні й аморальні не мають бути».
Про необхідність робітничого кінотеатру на Подолі влада заговорила у другій половині 1920-х років. 1928 року проєкт кінотеатру «Жовтень» розробив ленінградський автор Ной Троцький і доопрацював київський архітектор Валеріян Риков. Один із рідкісних зразків чистого конструктивізму в Києві. У ті часи споруда мала вигляд як проєкт майбутнього. Однак кияни не сприйняли конструктивістську архітектуру будівлі і кепкували з неї. Тоді переповідали анекдот, що
будівельники переплутали креслення і повернули кінотеатр у бік вулиці не чоловим фасадом, а дворовим із брандмауером (вогнестійкою, мурованою стіною). І ніби архітектор, дізнавшись про це, вкоротив собі віку.

#### Робітничі клуби
В умовах розбудови комуністичної держави сформувався запит на абсолютно нову типологію будівель. Замість храмів, які на межі 1920-х — 1930-х років масово закривали і знищували, облаштовували робітничі клуби — культурно-освітні й одночасно пропагандистські центри. Їхніми прототипами були дореволюційні народні будинки, а також «червоні кутки» в цехах фабрик і заводів, покликані сприяти політичному і культурному розвиткові трударів. Агітаційно-пропагандистською роботою мав бути охоплений кожний населений пункт, кожний у ньому район і кожне підприємство.
Перші конкурси на проєктування клубів пройшли у великих промислових центрах у 1923—1926 роках. Масове поширення клубного руху в країні припав на другу половину 1920-х років.
У ці роки відкрили цілу низку галузевих клубів. У Києві звели у стилі конструктивізму клуб «Харчовик», клуб заводу «Більшовик», клуб ОДПУ на Липках.

Робітничі клуби
Проєкт клубу «Металіст»

Клуб «Металіст» (будинок культури заводу «Більшовик») на проспекті Берестейському, 38 збудований у 1931—1934 роках на кошти профспілки робітників-металістів. Будинок вирішений автором проєкту Яковим Мойсеєвичем (Моїсеєвим) у конструктивістському стилі: з мінімальним декором і вільним плануванням і співвідношенням об'ємів споруди, зокрема поперечної апсиди.
Клуб «Харчовик» на Контрактовій площі (нині Центр мистецтв «Славутич» і Дитячий музичний театр на Подолі) замовила профспілка працівників м'ясорибоконсервної промисловості. 1930 року архітектор Микола Шехонін спроєктував рідкісний зразок громадської споруди початку 1930-х років. Театральний і клубний корпуси на тисячу глядачів в кожному, які мають, за визначенням дослідників, «супрематично прямокутні обриси», «об'єднані шарніром традиційної ротонди під скляним дахом» .
Клуб ДПУ на Липській вулиці, 15/17 збудували 1931 року для співробітників каральних органів Державного політичного управляння Київської області (з 1954 року — Театр на Липках). Будівництво велось «Житлокоопбудом» за проєктом Будбюро ДПУ під керівництвом архітектора Василя Осьмака. Будівля складається з кубічних об'ємів, кожний з яких мав функціональне призначення. У них розмістили вестибюль, фоє, глядацька й репетиційна зали тощо. Автор зосередив увагу не на декоруванні фасаду, а на планово-просторовій структурі споруди. У 1980-х роках за проєктом В. Ступникова споруду реконструювали.
Ще один клуб ДПУ розташований на розі вулиць Богомольця і Пилипа Орлика. Автор проєкту також Василь Осьмак. Після реконструкції 1987 року втратила свій первинний вигляд.

Клуби ДПУ
Клуб ДПУ на Липській, 15/17
Клуб ОДПУ на Богомольця, 16/12

#### «Будинок державних установ»
На Хрещатику, 5 надзвичайно аскетичним виглядом виділявся «Будинок держустанов» архітектора Миколи Шехоніна (1929—1931). Його фасад лише прокреслювали горизонталі стрічкових вікон. Бокові стіни підкреслювались ступінчастими брандмауерами. Вони завершувались вентиляційними дефлекторами системи інженера Дмитра Григоровича.

#### «Будинок установ №2»

Щойно «Другий будинок установ» спорудять, як його одразу за наказом влади знесуть

1930 року Микола Холостенко та інші архітектори Київської філії Головпроєкту розробили проєкт «Будинку установ № 2» в конструктивістських формах. Виразна об'ємно-просторова композиція будівлі складалась із двох з'єднаних під кутом контрастних обсягів. Семиповерхова будівля на тодішній вулиці Леніна (Богдана Хмельницького) із закругленою вежеподібною наріжною частиною врізалася в прямокутну засклену споруду на вулиці Воровського (Хрещатик). Київські архітектори майже скопіювали проєкт універмагу у Вроцлаві архітектора Еріха Мендельсона (1927).
1933 року планувалося перепрофілювати цей будинок у житловий. До того ж було вирішено розділити будівлю на два окремих корпуси на вулицях Леніна та Воровського. Першою мали ввести в експлуатацію житловий будинок на вулиці Воровського. Але ця програма не була реалізована.
Після перенесення в 1934 році столиці України з Харкова до Києва і зміни статусу міста, виникла потреба в додаткових службових приміщеннях для установ та організацій республіканського рівня. Тому роботи зі зведення Будинку установ відновили. Відтепер у ньому планували розмістити державні видавництва України. Відповідно будинок одержав назву «Будинок книги». Проєкт був практично повністю реалізований — споруда була майже завершена.
Однак у цей час відбулись зміни в стильовому розвої радянської архітектури та її ідейно-смисловому наповненню. Прихильників конструктивізму оголосили «буржуазними формалістами». Критики зазнали й архітектурні форми «Будинку книги». Первісне конструктивістське рішення визнано недосконалим. Невдоволення у керівництва викликало також і те, що будинок, «врізаючись наріжжям у тротуар, заважає руху і створює скупченість у місці перетину двох основних магістралей міста». Вирішено було перепрофілювати будівлю і пристосувати її під великий універсальний торговельний заклад.
Микола Холостенко, Йосип Каракіс і Лев Киселевич виконали новий ескізний проєкт переоформлення «Будинку книги». Цей проєкт передбачав створення тільки одного головного фасаду з боку вулиці Воровського, який на рівні першого-другого поверхів членувався пілонами з алегоричними скульптурами. Проєкт також відхилили, оскільки він не відповідав поставленим завданням.
За наказом республіканської влади, доведену до даху семиповерхову будівлю знесли. Натомість на її місці збудували ЦУМ у стилі ар деко за проєктом московських архітекторів.

#### Інститути
Упродовж 1932—1936 років на тодішній Виноградній вулиці, 4 спорудили головний корпус, в якому містились Інститут клінічної фізіології АН УСРР та Інститут експериментальної біології та патології Наркомату охорони здоров'я, об'єднані у 1953 році в Інститут фізіології імені О. Богомольця. Будівля витримана у конструктивістському стилі із заокругленим крилом.
У цей період з'являється й інші конструктивістські споруди. На Повітрофлотському проспекті відкрили свої двері нові корпуси Інституту цукрової промисловості (Київського технологічного інституту харчової промисловості).

Корпуси інститутів
Корпус інституту цукрової промисловості, зруйнований 1943 року

#### Інші установи

Солом'янські лазні (1933)

У 1929 році Ніна Манучарова підготувала проєкт дитячого садочку заводу «Арсеналу» (Інститутська вулиця, 28). Завершено 1933 року.
1930 року на місті сухарного заводу, зруйнованого під час бойових дій у 1920 році, на сучасній вулиці Бориса Грінченка, за проєктом інженера Кукліна звели трикотажну і кравецьку фабрику.
У 1934 році введений в експлуатацію ресторан «Динамо» за проєктом архітектора Йосипа Каракіса спільно з Павлом Савичем.
У 1933—1934 роках на вулиці Митрополита Липківского, 38 постали Солом'янські лазні, які проіснували до початку XXI сторіччя.
На розі вулиць Івана Драча та Винниченка розташована автобаза Раднаркому УРСР (згодом до 2015 року Кабінету Міністрів України), помітний зразок промислової архітектури 1935—1936 років, архітектора Сергія Григор'єва. На території підприємства містились двопрольотні гаражі на дугоподібних фермах на 100 авто, автозаправна станція зі сховищем пального, ремонтна майстерня та триповерховий адміністративно-побутовий корпус.

Кравецька фабрика

### Промислові об'єкти

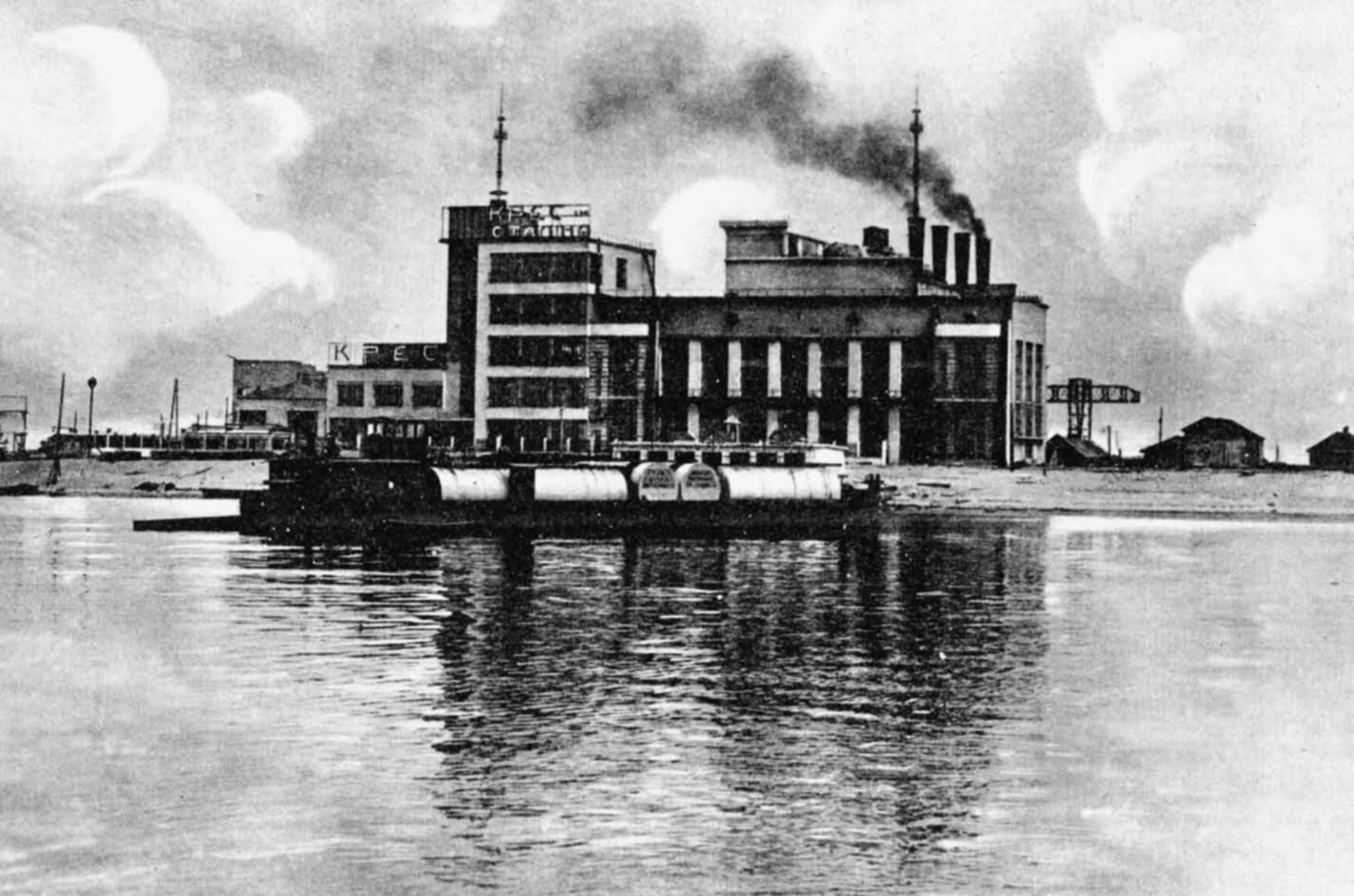
КРЕС у 1930

У попередню добу в індустріальній архітектурі застосовувалися декоративні елементи неостилів і модерну. На межі 1920-х — 1930-х років промислові споруди забудовувались у стилі конструктивізму з його суворою функціональністю.

#### Київська районна електростанція
У рамках плану з відновлення зруйнованої після Радянсько-української війни економіки на електроенергетичній основі передбачалось повсюдне зведення електростанцій у промислових центрах, зокрема в Києві.
Київську районну електростанцію на Рибальському півострові будували у 1926—1930 роках. КРЕС була однією з найперших значних промислових споруд Києва у стилі конструктивізму.

#### Теплоелектроцентраль Південно-Західної залізниці
Київська теплоелектроцентраль № 3 збудована на Жилянській вулиці, 85 за проєктом московських архітекторів-конструктивістів Андрія Бурова, Михайла Паруснікова й Георгія Гольця для забезпечення енергією київського залізничного вузла та прилеглих до нього промислових підприємств, комунальних та житлових об'єктів.

#### IV взуттєва фабрика
Четверту державну взуттєву фабрику збудували у 1928—1929 році на сучасному проспекті Степана Бандери, 7 (на Куренівці). Головний корпус, що має 4,5 поверхи, став однією з найперших у Києві будов, зведених із залізобетону й скла у суто конструктивному стилі.
Неподалік, навпроти Куренівського парку, споруджено кооперативні будинки «Шкіряник» для працівників фабрики. У сучасну добу споруда після суттєвої перебудови втратила свій первісний вигляд.

#### Хлібзаводи
1932 на сучасні вулиці Василя Тютюнника, 39/2 у стилі конструктивізму звели адміністративну будівлю хлібзаводу № 1 із заокругленим сходовим прольотом і суцільним вертикальним заскленням. Споруда не збереглась. У стилі постконструктивізму був хлібзавод № 4 на Дегтярівській вулиці. 

### Житлові будинки

Проєкт «Будинку лікаря», 1928

В умовах жорсткої житлової кризи у 1920-1930-х роках будівництво житла стало можливим завдяки зусиллям житлових кооперативів, які отримували державну позику.
Наприкінці 1920-х років кияни за професійною ознакою (будівельники, лікарі, металісти, письменники) об'єднувались у житлово-будівельні кооперативи (ЖБК). Завдяки цьому була зведена ціла низка житлових будинків: «Арсеналець» на Липках, комплекс «Жовтнівка» на розі Гоголівської та Винниченка, «Київ-одяг» і «Науковий
працівник» на протилежних кутах перехрестя Банкової та Лютеранської, «Радянський лікар», «Поліграфіст» на Липській, «Роліт», «Сяйво» на Костельній, 6, «Харчовик» на розі Великої Васильківської та Ділової, 20/84, «Шкіряник» на Кирилівській, 107—109.

#### Будинок «Сяйво»
Прикладом ранніх житлових кооперативів у стилі конструктивізму є будинок кооперативу будівельників «Сяйво» на Костельній вулиці, 6, який спорудили 1927 року за проєктом архітектора Миколи Холостенка.
Фасад будівлі чергується вертикальними стіновими площинами та вузькими і довгими, на всю висоту споруди, вікнами сходових клітин із суцільним заскленням. Композиція також побудована на ритміці віконних прорізів й акцентуванні ризалітів балконами.
Будинок «Сяйво» майстерно вирішений на складному рельєфі в зоні історичної забудови.

#### Будинки житлового кооперативу «Радянський лікар»
1928 року київські медики об'єднались у кооператив «Радянський лікар». 1930 року за проєктом Павла Альошина звели перший «Будинок лікаря» на Великій Житомирській вулиці, 17/2, який вважається одним із найкращих житлових будинків у стилі конструктивізму в місті.
Другий будинок лікаря архітектори також планували звести в авангардному стилі. Однак через негативне ставлення тоталітарної влади до цього напрямку конструктивістські форми замінили на класичну стилізацію.

#### Житловий кооператив «Арсеналець»

Житловий кооператив «Арсеналець» (1934)

Нові споруди зводили на ділянках, прилеглих до магістралей та інженерних комунікацій.
У 1928—1930 роках на розі вулиці Грушевського та Кріпосного провулку спорудили будинок «Арсеналець» (№ 28/2) житлово-будівельного кооперативу працівників заводу «Арсенал» (проєкт Михайла Анічкіна і Л. Толтуса). Нові корпуси утворили вздовж вулиці і провулку велику ламану лінію. Наріжні секції, які утворюють курдонери, вирізняють оригінальну композицію серед забудови району.

#### Житловий комплекс робітників-металістів
На розі вулиць Митрофана Довнар-Запольського і Коперника з'явився «будинок-блок», житловий комплекс робітників-металістів (1927—1929), спроєктований у стилі конструктивізму інженером окружного комунального господарства Михайлом Анічкіним. До комплексу входили чотириповерхові, розташовані дзеркально один до одного житлові будинки № 2/20 і 18, дитячий садочок, клуб і пральня.

#### «Будинок комітету резервів»

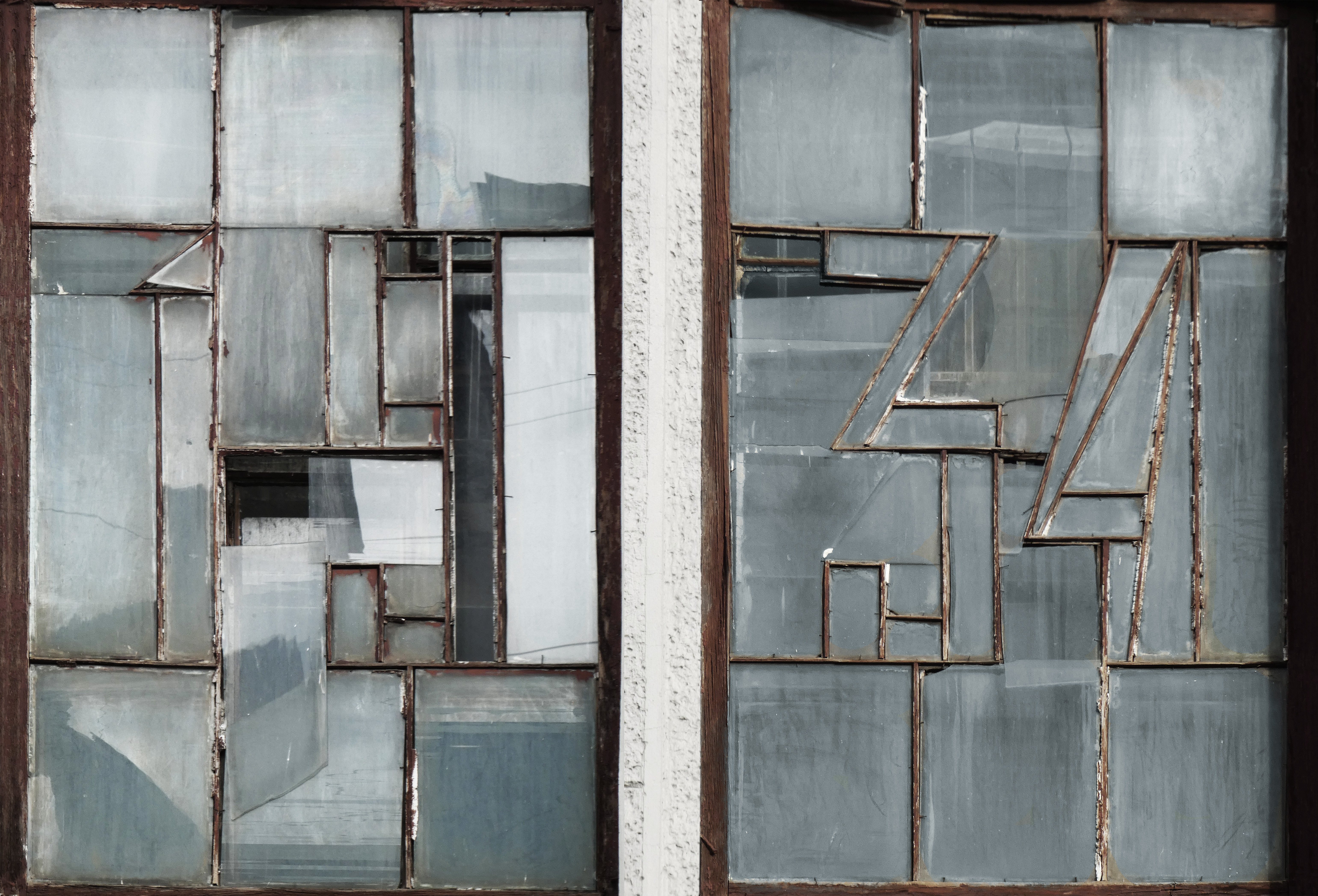
«1934» на вікнах «Будинку комітету резервів»

Конструктивістські риси має чотириповерховий будинок для співробітників комітету резервів при Раді праці та оборони на вулиці Ярославів Вал, 20. Будівля складається із двох секцій: заокругленого наріжжя і крила. Корпус уздовж Ярославого Валу фланкований двома вертикальними смугами суцільно засклених сходових кліток. На вікнах правого і лівого під'їздів на рівні третього поверху вставлені спрощені вітражні елементи у вигляді цифр «19» і «34», що разом складають дату спорудження будинку.

#### «Шкіряник» на Куренівці
Будинок «Шкіряник» розташований на Кирилівській вулиці, 107—109, між Кирилівською церквою і Куренівським парком. Архітектура витримана в аскетичній конструктивістській формі.

#### Будинок спеціалістів на Шулявці

Будинок спеціалістів на фото 1942 року

Будинок спеціалістів на колишньому Брест-Литовському шосе, 30 — один із цікавих житлових будинків, зведених в Києві в середині 1930-х років. Споруда архітектора Миколи Холостенка належить до постконструктивізму. Центральний шестиповерховий ризаліт завершує фриз, оформлений 38-метровим барельєфом на теми праці й відпочинку. Виконали його колектив скульпторів під керівництвом Бернарда Кратка.

#### Будинок міліції

Будинок міліції

На початку 1930-х років влада змінила своє ставлення до конструктивізму. Архітектори змушені були коригувати свої проєкти з урахуванням вимог більшовицького керівництва. У стилі постконструктивізму — перехідного етапу від чистого конструктивізму 1920-х років до сталінського неокласицизму кінця 1930-х — вирішена архітектура фасадів «Будинку міліції» архітектора Павла Савича.
Виразний силует споруди на узвишші (на розі Круглоуніверситетської вулиці та Крутого узвозу) став одним з акцентів забудови вулиць.

#### Житловий будинок «Роліт»

Проєкт будинку «Роліт», 1931

Київські письменники за прикладом харківських колег, які 1928 року спорудили будинок «Слово», об'єднались в житлово-будівельний кооператив «Робітник літератури» («Роліт»). Місце під будівництво обрали на розі сучасних вулиць Хмельницького та Коцюбинського.
«Роліт» спроєктували Василь Кричевський спільно зі своїм учнем Петром Костирком у стилі конструктивізму з характерним для нього циліндричним наріжжям (не реалізовано). Однак будинок важко назвати аскетичним. Кожний мешканець мав окрему квартиру на кілька кімнат, з усіма побутовими зручностями і персональним телефоном. Це вимагало значних витрат. А оскільки коштів бракувало, будівництво час від часу заморожували. Конструктивістським лишився корпус уздовж вулиці Коцюбинського, який збудували протягом 1931—1934 років. Корпус уздовж вулиці Хмельницького звели протягом 1936—1939 років за проєктом Миколи Сдобнєва вже у стилі радянського неокласицизму.

#### Будинок працівників заводу «Транссигнал»
Будинок працівників заводу «Транссигнал» на розі вулиць Петлюри і Назарівської зведений за проєктом Олексія Тація у стилі постконструктивізму. Будівля стала яскравим прикладом поєднання конструктивістських і модернізованих неокласичних форм.

#### Житловий будинок робітників «Укрм'ясотресту»
Житловий будинок робітників «Укрм'ясотресту» 1936 року на Костельній вулиці, 10 — приклад перехідного будівництва. Проєкт розробив архітектор Михайло Гречина. Архітектурна критика схвально сприйняла відмову автора від чистого конструктивізму з його суворою функціональністю і спрощеними формами, які збіднюють пластичне мистецтво, на користь принципам ордерної композиції для надання будівлі естетичнішого вигляду. За допомогою лаконічних монументально трактованих форм вдалося, як писали у тодішній пресі, створити сильний образ, який відповідав би величі тодішньої доби.

Житлові будинки
Будинок «Київ-одяг» на Лютеранській вулиці, 26/17
Будинок для командного складу УВО
Будівництво на Липській, 7/19 (1933)
Будинок «Сяйво» (1932)

## Втрати
Першою зруйнованою конструктивістською будівлею став «Будинок установ № 2» на Хрещатику. Його навіть не встигли ввести в експлуатацію. Влада наказала знести споруду і на її місці звести нову у стилі ар деко.
Декілька творів конструктивізму не пережили вир Німецько-радянської війни. У цей час руйнували корпуси заводу «Більшовик» (1929—1932). Після підриву середмістя Києва радянськими диверсійними групами у вересні 1941 року загинули житловий будинок робітників шкіряної промисловості (1932) і будинок оборони (1935—1936) на Хрещатику. Від конструктивістських споруд на Дарниці, більшість яких знищили 1943 року, лишилося кілька: адміністративний будинок № 9 на розі Бориспільської та Приколійної вулиць, житловий будинок Дарницького вагоноремонтного заводу на вулиці Інженера Бородіна і напівзруйнований будинок на Алматинській вулиці, 115 (селище ДВРЗ). 1943 року розбомбили корпуси Київського технологічного інституту харчової промисловості на Повітрофлотському проспекті.
У 1950-х роках під час будівництва Шулявського шляхопроводу знесли конструктивістський будинок із гастрономом.
Влітку 2004 року розібрали частину «Будинку державних установ» на Хрещатику, 5.
2007 року знесли адміністративні будівлі на вулиці Вадима Гетьмана на Шулявці і Голосіївському проспекті на Деміївці.
Зруйнували конструктивістські будівлі хлібозаводів № 1 і 4.
Узимку 2016—2017 роках ліквідували Солом'янські лазні (1933—1934) на вулиці Митрополита Липківского, 38.
Окрім того, переважна більшість уцілілих пам'яток конструктивізму спотворені пізнішими реконструкціями.